# San Juan Bautista (Californie)
Pour les articles homonymes, voir San Juan Bautista.
San Juan Bautista est une ville du comté de San Benito en Californie, aux États-Unis.
L'ancienne mission espagnole de San Juan Bautista a servi de décor pour plusieurs scènes du film d'Alfred Hitchcock Sueurs froides.

## Démographie
| 1880 | 1890 | 1900 | 1910 | 1920 | 1930 |
| ---- | ---- | ---- | ---- | ---- | ---- |
| 484  | 463  | 449  | 326  | 501  | 772  |

| 1940 | 1950  | 1960  | 1970  | 1980  | 1990  |
| ---- | ----- | ----- | ----- | ----- | ----- |
| 678  | 1 031 | 1 046 | 1 164 | 1 276 | 1 570 |

| 2000  | 2010  | - | - | - | - |
| ----- | ----- | - | - | - | - |
| 1 549 | 1 862 | - | - | - | - |